# Vilhelm Alnefelt
Karl Vilhelm Alnefelt, född 27 juni 1921 i Tidaholm, död 7 december 2020 i Västerås, var en svensk arkitekt. 
Alnefelt, som var son till kamrer Albert Anderson och Julia Abrahamson, avlade studentexamen i Skövde 1942 och utexaminerades från Chalmers tekniska högskola 1947. Han anställdes på stadsplanekontoret i Västerås 1948, hos arkitekt Peter Bjugge i Stockholm 1950, på Kooperativa förbundets arkitektkontor 1951, fastighetskontoret 1952, hos arkitekterna Lennart Uhlin och Lars Malm 1953, på länsarkitektkontoret i Västerås 1954 och bedrev egen arkitektverksamhet tillsammans  med Nils-Olof Tollbom från 1955, Alnefelt-Tollbom Arkitektkontor AB. De ritade bland annat Folkets hus i Västerås (1958).